# Laccornis difformis
Laccornis difformis är en skalbaggsart som först beskrevs av Leconte 1855.  Laccornis difformis ingår i släktet Laccornis och familjen dykare. Inga underarter finns listade i Catalogue of Life.